# طيور إيبيريا الوسيطة
طيور إيبيريا الوسيطة (الاسم العلمي:†Iberomesornithidae) هي فصيلة منقرضة من الديناصورات الطائرة البدائية تتبع فرع الطيور النقيضة.

## التصنيف
- رتبة أشباه طيور إيبيريا الوسيطة Iberomesornithiformes
  - فصيلة طيور إيبيريا الوسيطة
    - طائر إيبيريا الوسيط Iberomesornis (أوائل العصر الطباشيري)
    - طائر نوغيراس Noguerornis (أوائل العصر الطباشيري)